# Седрік Паті
Седрік Паті  (фр. Cédric Paty, 25 липня 1981) — французький гандболіст, олімпійський чемпіон.

## Виступи на Олімпіадах
| Олімпіада  | Дисципліна | Місце |
| ---------- | ---------- | ----- |
| Пекін 2008 | гандбол    | 1     |